# PosteMobile
PosteMobile S.p.A. est une société de télécommunications italienne détenue par Poste Italiane S.p.A.
PosteMobile opère dans le secteur de la téléphonie mobile en tant qu'opérateur de téléphonie mobile virtuel (Full MVNO) sur le réseau Vodafone et, depuis 2017, elle propose également des services de téléphonie fixe et Internet.
Depuis décembre 2016, PosteMobile est le sponsor titre de la Lega Basket Serie A italienne (LBA).
Le Ministère du Développement économique a attribué à l'opérateur PosteMobile cinq décennies du préfixe 371 (371-1, 371–3, 371–4, 371–5, 371–6).

## Histoire

Ancien logo de PosteMobile (2007-2018)

Le 5 avril 2007, l'accord entre Poste Italiane et Vodafone est officialisé, qui prévoit la naissance de PosteMobile. C'est précisément le 15 novembre de la même année que l'entreprise commence à entrer dans le secteur de la téléphonie mobile, en lançant la vente de cartes SIM initialement réservées aux employés de la poste. Le 26 novembre, PosteMobile lance sa première offre publique: environ 10 jours après le lancement, le nombre de clients augmente pour atteindre 40 000 personnes. Et fin 2007, la part est d'environ 140 000.
Le 11 avril 2008, PosteMobile lance ses services bancaires mobiles appelés « SIMplify » grâce au support technique de Gemalto, rebaptisés plus tard « SIMply BancoPosta » et en 2009, précisément le 3 juillet, PosteMobile annonce avoir atteint le million de clients.
Le 1er avril 2011, Poste Italiane a confié à PosteMobile la branche d'activité « Rete TLC Fissa » qui gère l'ensemble du réseau géographique des bureaux de poste et des bureaux opérationnels et administratifs de Poste Italiane.
En 2013, PosteMobile a changé d'opérateur de support, s'appuyant sur le réseau Wind.
En avril 2017, PosteMobile est entrée dans le monde des services de téléphonie fixe avec le lancement de l'offre « PosteMobile Casa ».
Depuis 2021, PosteMobile revient opérer sur le réseau Vodafone.